# Violenza privata
La violenza privata è il delitto previsto dall'art. 610 del codice penale italiano.

## Contenuto
L'articolo dispone:
La pena è aumentata se concorrono le condizioni prevedute dall'articolo 339.
Il delitto è punibile a querela della persona offesa. Si procede tuttavia d'ufficio se il fatto è commesso nei confronti di persona incapace, per età o per infermità, ovvero se ricorre la circostanza di cui al secondo comma»